# چارلز راجرز (ملوان)
چارلز راجرز (انگلیسی: Charles Rogers؛ زادهٔ june ۱, ۱۹۳۷ (۸۷ سال)) ورزشکار اهل ایالات متحده آمریکا است.
وی در مسابقات کشوری و بین‌المللی در مجموع برندهٔ ۱ مدال برنز شده‌است.